# Drugi rząd Wolfganga Schüssela
Drugi rząd Wolfganga Schüssela – federalny rząd Republiki Austrii urzędujący od 2003 do 2007.
Gabinet powstał po wyborach parlamentarnych w 2002, które wygrała Austriacka Partia Ludowa (ÖVP) dotychczasowego kanclerza Wolfganga Schüssela. Jej dotychczasowy koalicjant, prawicowa Wolnościowa Partia Austrii (FPÖ), utraciła blisko 2/3 mandatów. Oba ugrupowania zdecydowały się kontynuować koalicję rządową, nowy gabinet rozpoczął urzędowanie 28 lutego 2003. W 2005, po rozłamie w FPÖ, funkcję koalicjanta przejęło powstało wówczas nowe ugrupowanie pod nazwą Sojusz na rzecz Przyszłości Austrii (BZÖ). Rząd funkcjonował przez całą kadencję parlamentu. Po wyborach w 2006, wygranych przez Socjaldemokratyczną Partię Austrii (SPÖ), 11 stycznia 2007 został zastąpiony przez rząd Alfreda Gusenbauera tworzony przez SPÖ i ÖVP.

## Skład rządu
| Funkcja                                                       | Minister                                                                                   | Partia |
| ------------------------------------------------------------- | ------------------------------------------------------------------------------------------ | ------ |
| Kanclerz                                                      | Wolfgang Schüssel                                                                          | ÖVP    |
| Wicekanclerz                                                  | Herbert Haupt (do 21 października 2003) Hubert Gorbach (od 21 października 2003)           | FPÖ    |
| Minister spraw zagranicznych                                  | Benita Ferrero-Waldner (do 20 października 2004) Ursula Plassnik (od 20 października 2004) | ÖVP    |
| Minister edukacji, nauki i kultury                            | Elisabeth Gehrer                                                                           | ÖVP    |
| Minister finansów                                             | Karl-Heinz Grasser                                                                         | ÖVP    |
| Minister spraw wewnętrznych                                   | Ernst Strasser (do 11 grudnia 2004) Liese Prokop (od 22 grudnia 2004 do 31 grudnia 2006)   | ÖVP    |
| Minister zdrowia i kobiet                                     | Maria Rauch-Kallat                                                                         | ÖVP    |
| Minister sprawiedliwości                                      | Dieter Böhmdorfer (do 24 czerwca 2004) Karin Gastinger (od 24 czerwca 2004)                | FPÖ    |
| Minister rolnictwa, leśnictwa, środowiska i gospodarki wodnej | Josef Pröll                                                                                | ÖVP    |
| Minister obrony                                               | Günther Platter                                                                            | ÖVP    |
| Minister polityki społecznej i spraw konsumentów              | Herbert Haupt (do 25 stycznia 2005) Ursula Haubner (od 25 stycznia 2005)                   | FPÖ    |
| Minister gospodarki i pracy                                   | Martin Bartenstein                                                                         | ÖVP    |
| Minister transportu, innowacji i technologii                  | Hubert Gorbach                                                                             | FPÖ    |